# Montanhas Tangra

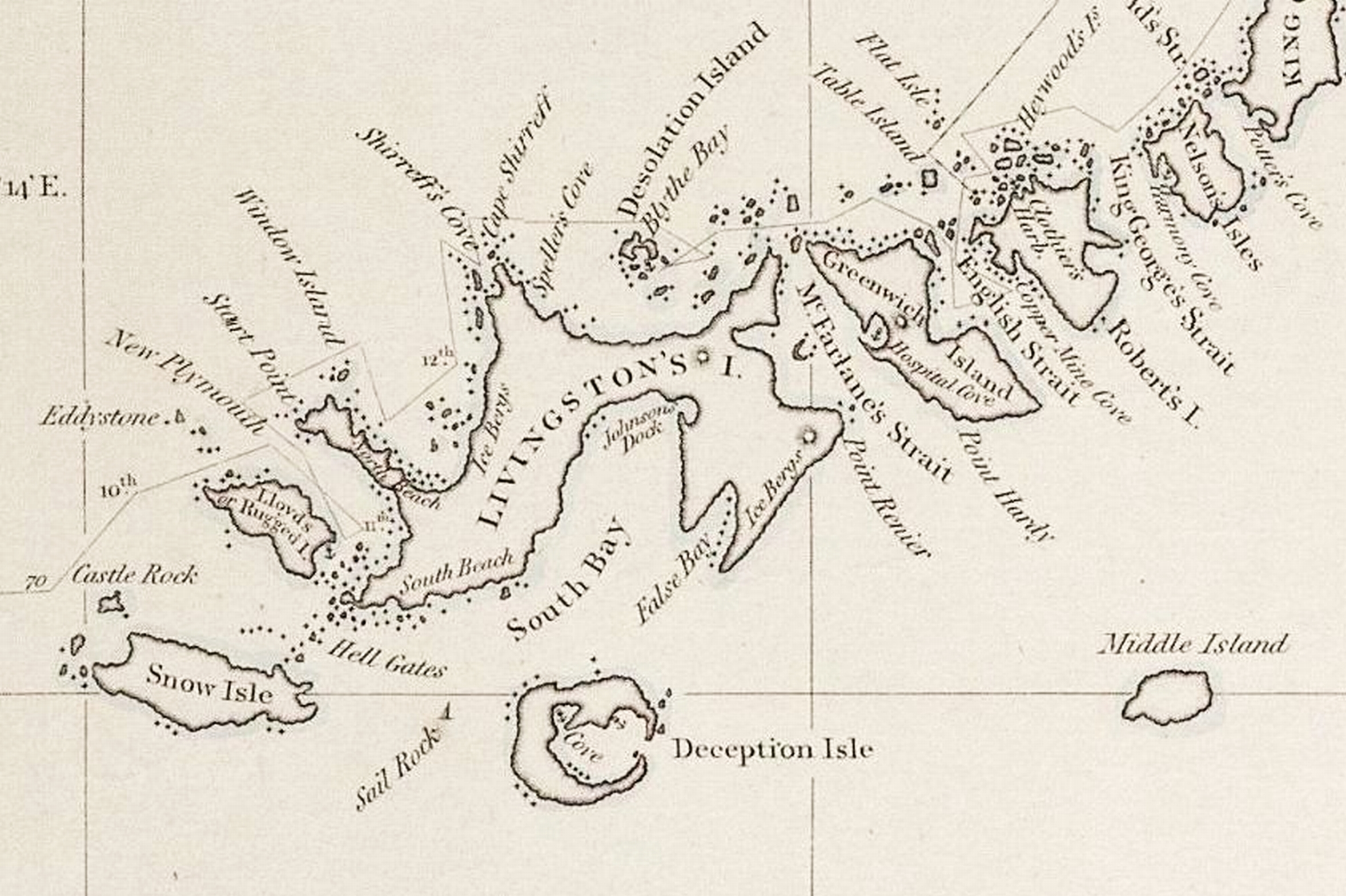
Montanhas Tangra (indicadas pela inscrição do lado direito 'Ice Bergs') em um fragmento da carta de George Powell de 1822 das Ilhas Shetland do Sul e Ilhas Órcades do Sul

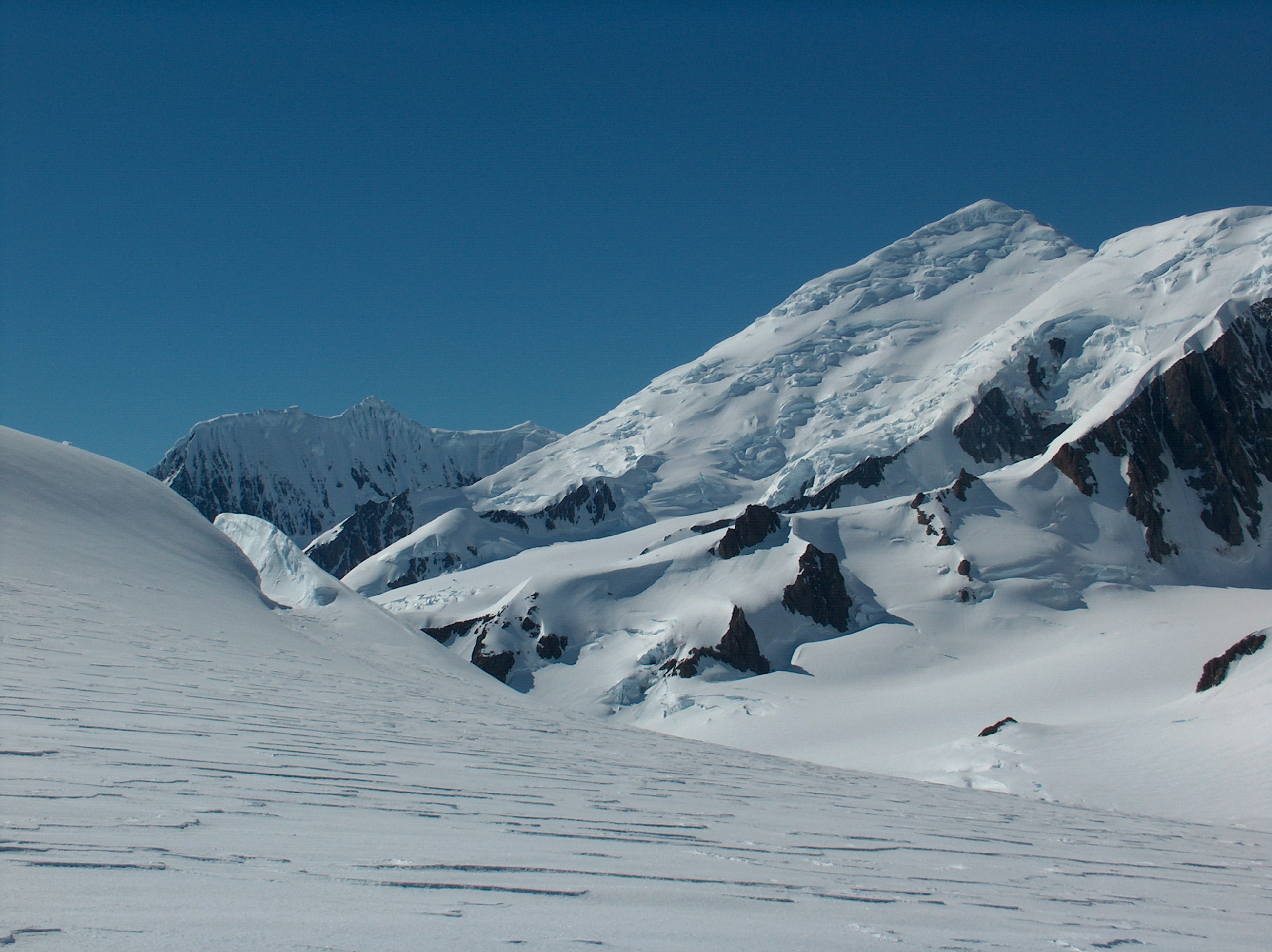
Pico do capacete e Pico de Sofia de Kuzman Knoll

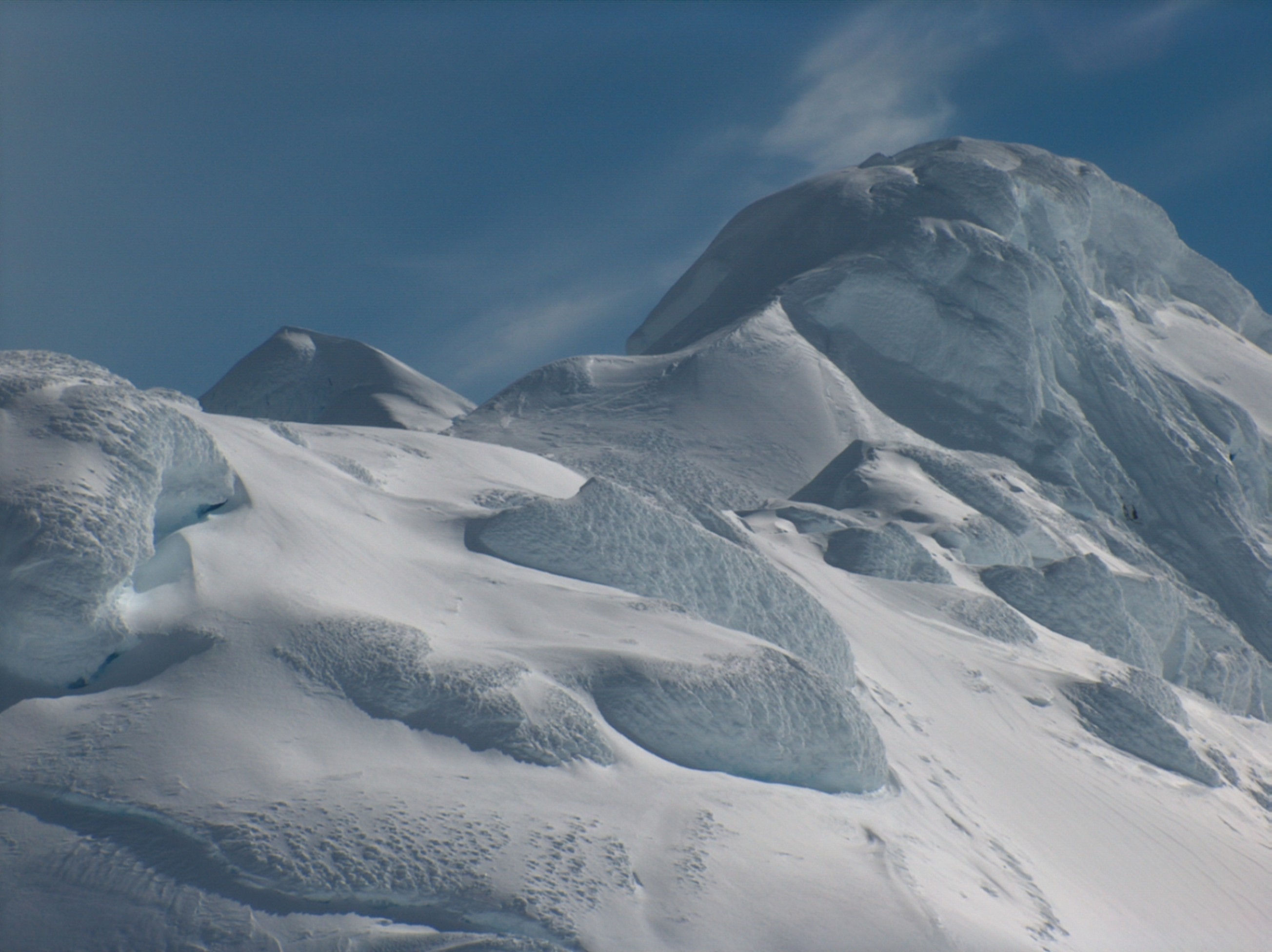
Monte Friesland da encosta oeste do Pico Lyaskovets

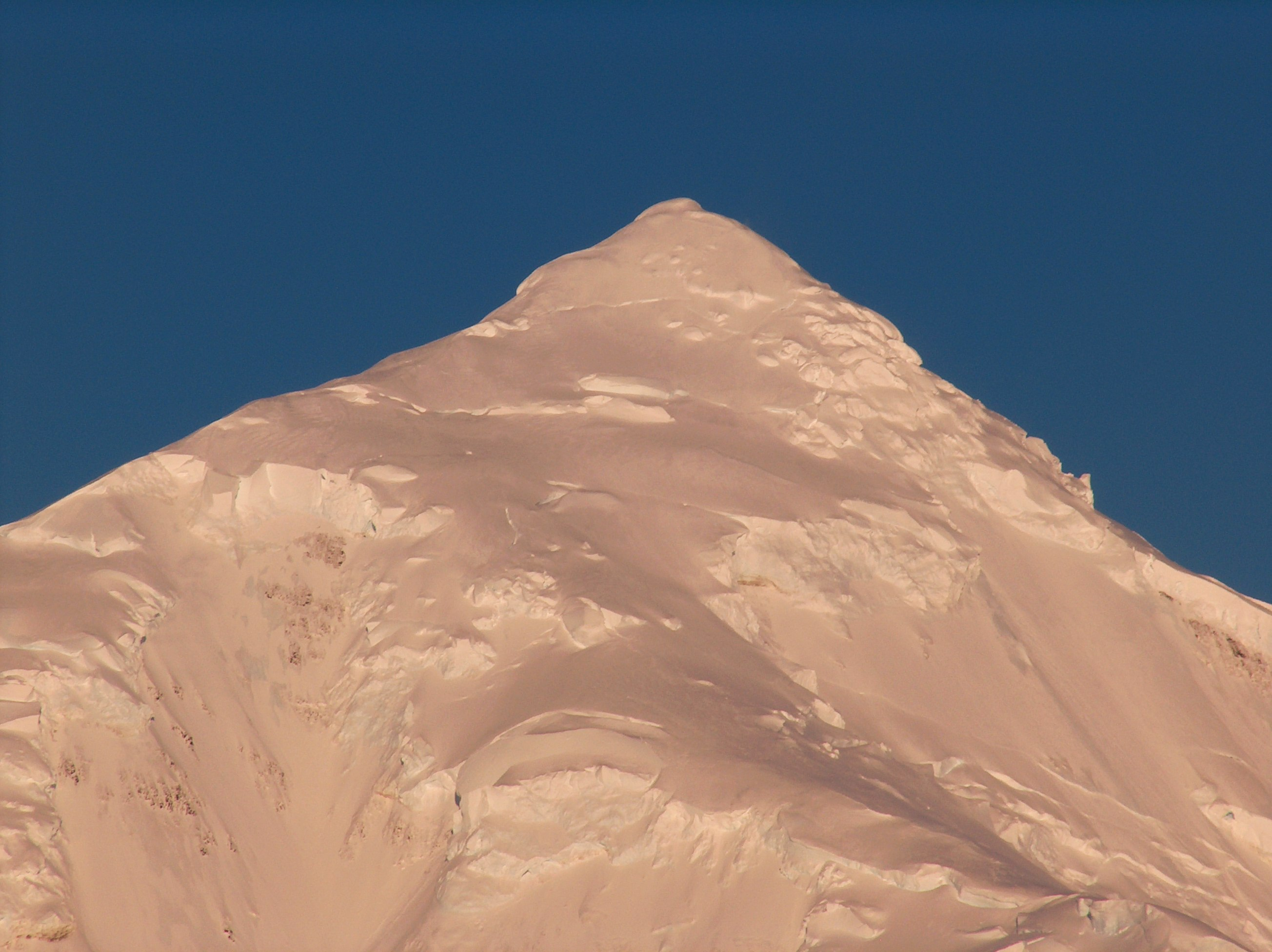
Pico da grande agulha do estreito de Bransfield

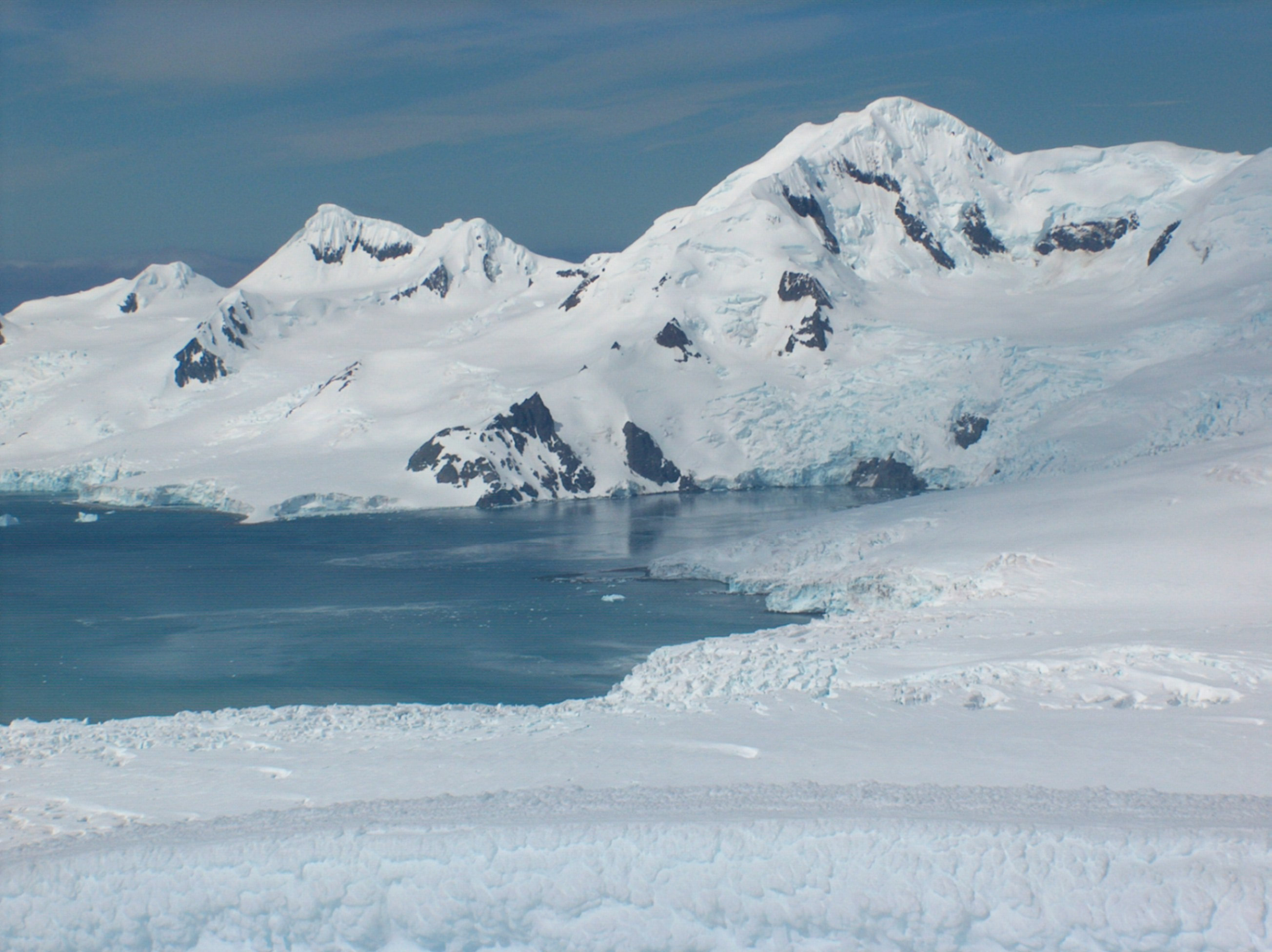
Delchev Ridge a partir de Melnik

Tangra Montanhas (em Bulgária Тангра планина, 'Tangra planina' \ 'tan-gra pla-ni-'na \) ( 62° 40′ 00″ S, 60° 06′ 00″ O ) formam a principal cadeia de montanhas da ilha de Livingston, nas ilhas Shetland do Sul, na Antártica . O alcance não tinha nome até 2001, quando recebeu o nome do deus búlgaro Tangra . 
As Montanhas Tangra estão a 32 quilômetros (20 mi)   comprimento entre Ponto Barnard e Cabo Renier , 8,5 quilômetros (5,3 mi)   largura, e são delimitadas por Moon Bay e Glaciar Huron ao norte, Geleira Huntress a noroeste, Baía falsa a oeste e Estreito de Bransfield a sudeste e está ligada a Cume Bowles por Vão de Wörner e a Cume Pliska por Cume Nesebar . A montanha está dividida em três cordilheiras principais: Friesland no oeste, Levski no centro e Cume Delchev no leste. 
Os picos e encostas de Tangra são fortemente gelados e drenados pelas geleira Huron. 

## Referências

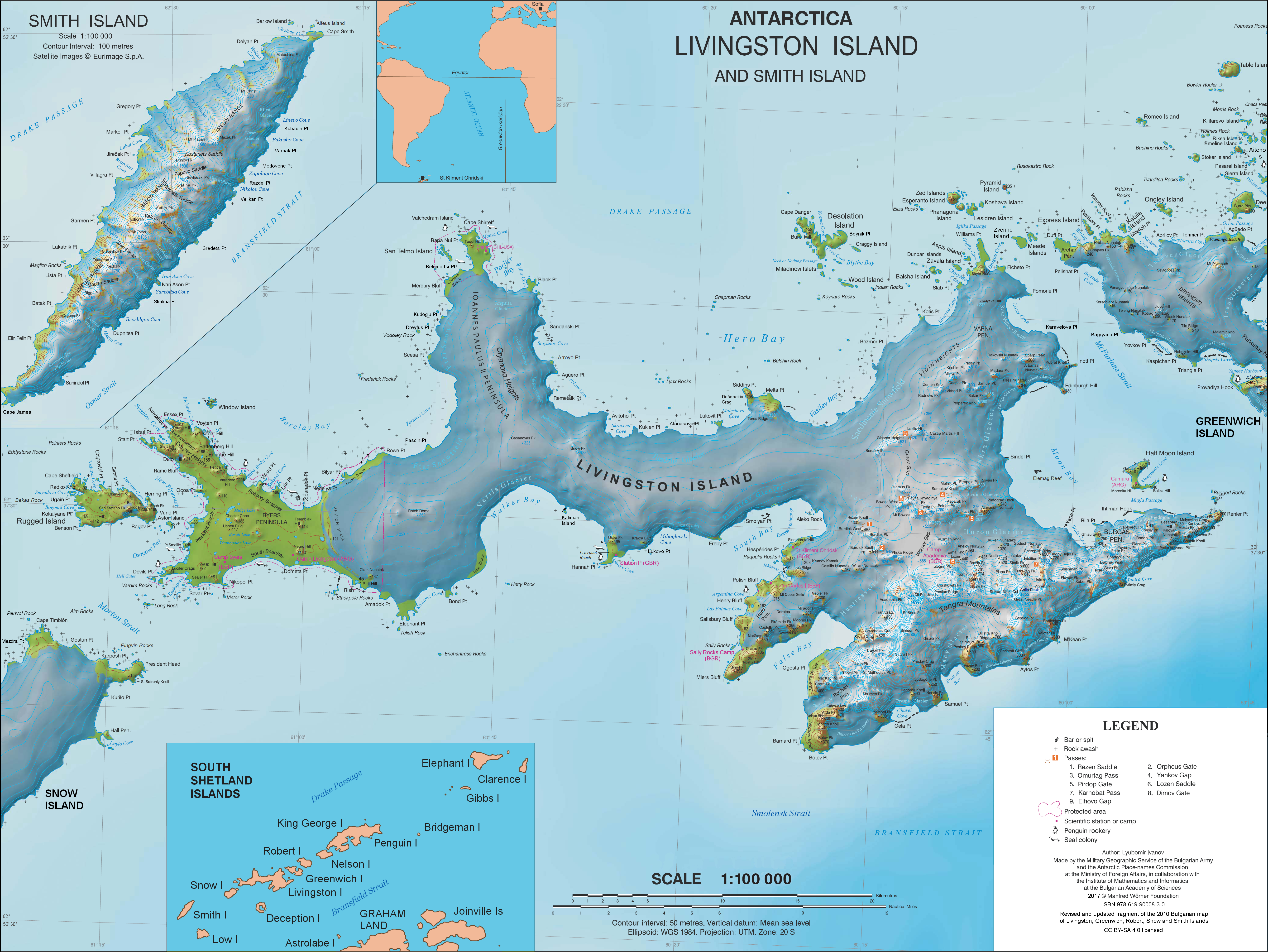
Mapa topográfico de Livingsto.